# Sciophila novata
Sciophila novata är en tvåvingeart som beskrevs av Oskar Augustus Johannsen 1910. Sciophila novata ingår i släktet Sciophila och familjen svampmyggor.
Artens utbredningsområde är Iowa. Inga underarter finns listade i Catalogue of Life.